# Le Cirio
 (juillet 2014).
Si vous disposez d'ouvrages ou d'articles de référence ou si vous connaissez des sites web de qualité traitant du thème abordé ici, merci de compléter l'article en donnant les références utiles à sa vérifiabilité et en les liant à la section « Notes et références ».
Le Cirio est une brasserie de style Art nouveau construite en 1886 à Bruxelles.

## Histoire
Francesco Cirio, homme d'affaires italien et patron de la Maison Cirio créa plusieurs salons de dégustations de spécialités italiennes dans plusieurs villes d'Europe. Seul, celui de Bruxelles existe encore aujourd'hui. Toutefois, le salon de dégustation initial s'est transformé en une brasserie typiquement bruxelloise où Jacques Brel aimait venir boire un half en half, flûte remplie par moitié de vin mousseux et de vin blanc. La décoration de la brasserie date de 1909 mais l'immeuble avait été conçu dès 1886 par l'architecte Charles Gys.
Le gouvernement bruxellois a ouvert le 5 février 2009 la procédure en vue du classement de cette brasserie plus que centenaire.

## Situation
Le Cirio se trouve en plein centre de Bruxelles à côté de la Bourse dans la rue de la Bourse aux no 18/20. De l'autre côté de la Bourse, se trouve un autre café de style Art nouveau : la Taverne-restaurant le Falstaff.

## Description
La devanture, les trois salles intérieures et même les toilettes ont su garder leur cachet d'origine. La devanture dessinée par le décorateur Henri Coosemans en 1909 est composée de marbre, de bois et de fines colonnes de bronze en arcades. Le mobilier (comptoir et banquettes en velours rouge) et les décorations d'époque constituées de miroirs aux lignes courbes, papiers peints, colonnes dorées, lambris ou encore lustres en fer forgé aux motifs floraux et verrières donnent à ce lieu un charme désuet où se mélangent les styles Art nouveau et néo-renaissance.